# Teana
Teana est une commune italienne de moins de 1 000 habitants située dans la province de Potenza, dans la région Basilicate, en Italie méridionale.

## Toponymie
On trouve deux hypothèses sur l'étymologie du nom de Teana : l'une d'origine grecque, l'autre d'origine latine.
- Dans la première, C. Cattini affirmait « du grec teganos, rupes et cautes, pris pour nom ce village fondé par des colons grecs de l'Antiquité, ceci étant confirmé par la nature des sols » (rupes : failles; cautes : rochers). Le village aurait ainsi été nommé Tigana, terme encore utilisé de nos jours par la population locale (a Tigana en patois local).
- L'hypothèse latine place l'origine du nom de Teana à une époque plus récente, probablement à l'époque de l'Empire romain. L. Muratori affirmait que Teana venait de Tegia, lieu où sont entreposés le foin ou la paille, alors que G. Racioppi le rapprochait de theis, signifiant « grange ».

## Géographie
Teana fait partie du Parc national du Pollino.
À 800 m d'altitude, le village se trouve sur une colline panoramique entourée d'un paysage naturel et préservé. L'air particulièrement saint frais est très apprécié, surtout l'été.
L'hospitalité de ses habitants, la cuisine traditionnelle(pâtes faites maison, fromages, charcuterie et recettes paysannes à découvrir) ainsi que l'air idéal sont les ingrédients pour des vacances saines et reposantes.
Sa position géographique permet d'effectuer des excursions dans le Parc national du Pollino, au "Sassi di Matera", aux thermes "La Calda di Latronico", ou encore d'aller se baigner sur les plages de Maratea.

## Histoire
Entre les Xe et XIe siècles, période de domination par les Lombards, Teana était un centre religieux habité par des moines basiliens, et était alors nommé Castello di Latiano. On y trouvait alors 2 monastères (San Basilio et San Filippo), qui dépendaient de celui de Carbone (Italie), comme toutes les communautés monastiques byzantines des alentours.
Sur un parchemin du Monastère de S.Elia et S.Anastasio à Carbone, le nom de Teana est mentionné pour la première fois en 1077.
Il fit partie du Comté de Chiaromonte lorsque Guimarca, seigneur de Teana, épousa le comte de Chiaromonte.
Durant le règne de Frédéric II de Sicile, Teana fut inféodée à la puissant famille de Sanseverino di Bisignano, à laquelle elle appartint également durant le règne de Charles d'Anjou (Charles Ier de Sicile) jusqu'en 1343, lorsque Eufrasia l'offrit en dot à Giacomo Missanello, qui (comme la famille Sanseverino) était d'origine normande.
En 1770, après plus de quatre siècles d'appartenance à la maison des Missanello, la terre de Teana fut transmise comme simple baronnie aux Donnaperna.
Parmi les Lucaniens qui soutinrent la République Partenopea, il est à retenir le notaire Domenico Donadio, qui incita la promulgation de la loi radicale du 25 avril 1799, par laquelle fut abolie la féodalité et furent dissous les ordres religieux. C'est également par cette loi que les Donnaperna furent spoliés de leurs terres, qui furent redistribuées au peuple paysan, puis finirent par devenir le nouveau patrimoine à l'origine de la bourgeoisie de Lucanie.
Avec la création du royaume d'Italie, Teana fut intégrée au canton de Chiaromonte.

## Économie
Teana a longtemps vécu dans une autarcie presque totale. Après une longue période d'émigration, du début du XXe siècle jusque dans les années 1980 (essentiellement en direction du Venezuela et de l'Argentine, de l'Allemagne et de la Suisse, de la France et de la Belgique, et évidemment de l'Italie du Nord), l'économie a été essentiellement maintenue grâce aux subventions obtenues lors du tremblement de terre de 1980. En effet, ces fonds ont permis (et permettent encore !) de faire tourner les métiers du bâtiment.
Aujourd'hui, hormis un petit commerce local et de proximité, la principale production réside dans les produits issus de l'agriculture : charcuterie, huile extra-vierge...
Aujourd'hui, l'économie locale compte énormément sur le développement du Parc national du Pollino, avec l'espoir d'une émergence du tourisme.

## Culture

### Musées
Le musée de la civilisation paysanne conserve la mémoire historique de la population de Teana. Parmi divers objets en démonstration, on notera le mangano, un outil qui servait à battre les genêts, desquels on obtenait le fil pour tisser des nappes et autres objets.

## Monuments et patrimoine
Le centre historique est de structure médiévale et est enroché autour du château dont il ne reste que des ruines.
- Immeuble des barons de la famille Lecce
- Portail, en pierre locale, du XIIIe siècle du Palais Chiurazzi dans la Via Domenico Breglia
- Chiesa Madre dédiée à Santa Maria del Carmine. À l'origine, la voûte était en poutres avec des petits carrés dorés, puis elle fut agrandie et recouverte de fresques du XVIIIe siècle représentant des scènes de la vie du Christ. S'y trouvent des fresques du XVIIIe siècle de la Vierge et l'Enfant, l'Ange et saint Joseph, et le Baptême de saint Jean avec de petits Anges, ainsi qu'une toile peinte à l'huile du XVIIIe siècle représentant l'Annonciation, et un splendide crucifix en bois du XVIIIe siècle et des statues du XVIIIe siècle de Saint François et de la Madone du Carmine. Dans cette dernière œuvre, l'artiste inconnu met en harmonie la profondeur de l'espace avec la forme, grâce à la torsion du buste de la Vierge.
- Chiesa di San Cristoforo. Elle contient la toile peinte à l'huile (artiste local inconnu) de la Déposition, saint Jean Baptiste, l'Enfant Jésus et saint Christophe. Le détail de la Déposition présente une synthèse de formes ingénues, une exceptionnelle implantation plastique, et les volumes grandioses des mains. Le drapé n'a pas seulement une fonction d'ornement graphique, mais sert à définir les masses. La mesure des gestes est jouée alternativement sur des superficies brèves ou amples, relevées par l'étude du clair-obscur qui couvre les corps vigoureux pleins d'énergie[réf. nécessaire].

## Fêtes et traditions

### Le Carnaval de Teana
Au moment de Carnaval, les festivités populaires proposent une mise en scène burlesque de la Passion du Christ.
Tout commence dans la forêt proche d'un village...
...Un groupe de « méchants tyrans » apparaît de façon inattendue. Parmi ceux-ci, on peut reconnaître une Mariée et un Marié, 4 Carabiniers, un Curé et son Sacristain, un Juge et deux Médecins. Ensuite, on découvre une bande informe et mal vêtue d'hommes et femmes rustres : chaussettes de soie, vieux godillots, robes usées, vestes rapiécées, chapeaux, pantalons de velours. Parmi eux sont représentés :
1. « U Pezzente » (le miséreux)
2. « Carnevale »
3. « Quaremma » (Carême)

Le premier porte autour du cou un sac de jute, qui contient le fruit de sa mendicité. Carnaval est un pauvre paysan, désormais ivre d'alcool, d'oisiveté et de bonne chère. Carême, épouse de Carnaval, aime profondément son mari, malgré sa faible propension à remplir ses obligations familiales et à nourrir ses 7 enfants, peut-être en raison de quelque mystérieuse dot cachée. À cause de sa vie immorale et scélérate, Carnaval est arrêté et traîné par deux Carabiniers au bout d'une corde.
Mais il y a un autre personnage, féroce, sauvage, inquiétant, totalement recouvert de poils, enchaîné et également conduit par deux Carabiniers. Il avance menaçant, effrayant les enfants : l'Ours.
Ainsi, cet étrange cortège traverse les ruelles du village, accompagné par des accordéons jouant des tarentelles et des sons de cornemuse, dansant sur chaque placette, faisant des farces, suivi par des enfants qui se moquent de l'ours et par la population qui salue depuis les fenêtres.
« Portafortuna » (porte-bonheur), avec une petite cage pendue à son cou et contenant un cochon d'inde (le matin c'était une colombe....magie ?) frappe aux portes. Les habitants ouvrent, glissent un don dans une boîte et retirent un ticket de la chance. Soudain, une dame de 93 ans, après avoir ouvert la porte et glissé son don, ne peut résister au son des cornemuses ("zampogne") et de l'accordéon ("organetto"), et descend armée d'un "cupe-cupe" (instrument traditionnel). Elle se met alors à danser sur la petite place.
La destination finale est la place du village, où se déroule le procès de Carnaval, avec une rude confrontation entre avocats défenseurs et accusateurs. Mais le juge, comme Pilate, laisse au peuple le choix de décider. Malgré les pleurs de Carême et ses filles, la condamnation à mort en étant fusillé est inévitable. L'exécution immédiate de Carnaval se conclut avec la fugue de l'Ours, qui emporte hors de l'enceinte du village le corps déchiqueté de Carnaval.
Ainsi se termine cette parodie « sacrilège » de la passion du Christ, en cette journée où il est admis de plaisanter de tous, railler les notables du village, se faire des farces, exprimer le désir d'une vie moins stricte.
« Les pleurs de Carême et de ses filles se renouvellent, en quelque sorte, au moment des lamentations funèbres traditionnelles de nos grand-mères. »
Tout se déroule de façon improvisée, et l'unique partie strictement établie, ce sont les rôles des personnages principaux.
« Si tu cherches un visage sous les masques, tu t'apercevras que souvent les yeux ne sont pas ceux d'un jeune, contrairement à ce que l'on pourrait penser, et qu'il ne s'agit pas d'une fête réservée aux enfants mais qui, au contraire, implique des personnes de tout âge. Un Carabinier (même s'il ressemble à un agent de police albanaise) confesse que, cette année, il n'a pas joué la Mariée car, s'il la joue chaque année, on risquerait alors de le reconnaître. »
Cette fête a une « jumelle » à Alessandria del Carretto (en Calabre) sur l'autre versant du Pollino, et qui sait dans combien d'autres localités elle a désormais été oubliée.
Le Procès a lieu chaque année le dernier dimanche de Carnaval : on commence à défiler dans les rues du village à partir de 10 heures du matin et la soirée se conclut par la fête des « maccaroni con la mollica » (macaronis avec de la mie de pain) et des « cuculelle » (boulettes constituées de fromage, œufs, pommes de terre), deux plats traditionnels de la culture gastronomique de Teana.

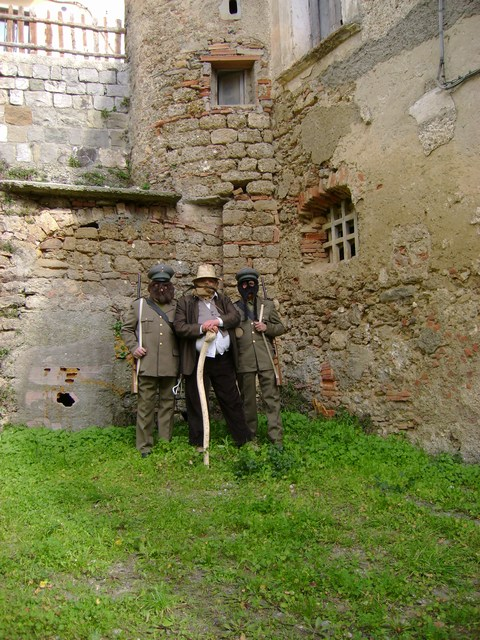
Carnaval est conduit au bout d'une corde par 2 Carabiniers.
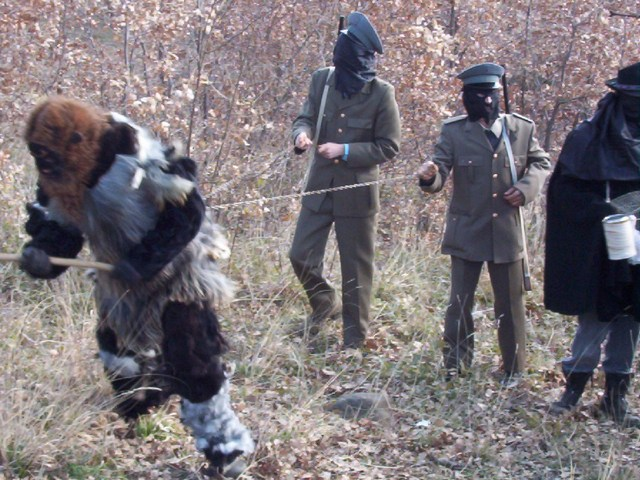
L'ours est enchaîné et entraîné par 2 Carabiniers.

## Fêtes, foires
- 3 février : Fête en l'honneur du saint-patron : San Biagio.
- 4e dimanche de mai : Fête en l'honneur de San Biagio.
- 8 et 9 août : Fête en l'honneur de saint Antoine et de la Madone des Grâces.

## Administration
| Période                                  | Période  | Identité            | Étiquette | Qualité |
| ---------------------------------------- | -------- | ------------------- | --------- | ------- |
| mai 2012                                 | En cours | Vincenzo Fiorenza   | PD        |         |
| mai 2002                                 | mai 2012 | Nicola Trupa        | PD        |         |
| mai 1997                                 | mai 2002 | Francesco Martinese | PPI       |         |
| nov 1996                                 | mai 1997 | commissario         |           |         |
| nov 1991                                 | nov 1996 | Francesco Martinese | PPI       |         |
| 1991                                     | nov 1991 | Chiorazzi           |           |         |
| 1985                                     | 1991     | Gaetano Breglia     | PSI       |         |
| 1970                                     | 1985     | Carmine Lecce       |           |         |
| Les données manquantes sont à compléter. |          |                     |           |         |

### Communes limitrophes
Calvera, Carbone, Castronuovo di Sant'Andrea, Chiaromonte, Fardella (Italie), Francavilla in Sinni, Senise.

### Évolution démographique
Habitants recensés

## Personnalités

### Personnalités nées à Teana
- Francesco Marino Di Teana (1920-2012), sculpteur, architecte et philosophe. L'une de ses sculptures contemporaines se trouvait déjà à l'entrée de Teana depuis plusieurs années, face à la nouvelle mairie. Depuis 2009, 4 œuvres monumentales font de Teana un musée d'art contemporain en plein air.

## Galerie de photos

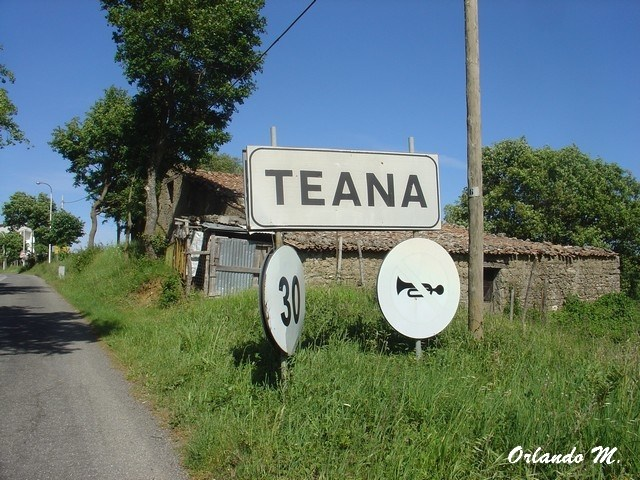
L'entrée du village.
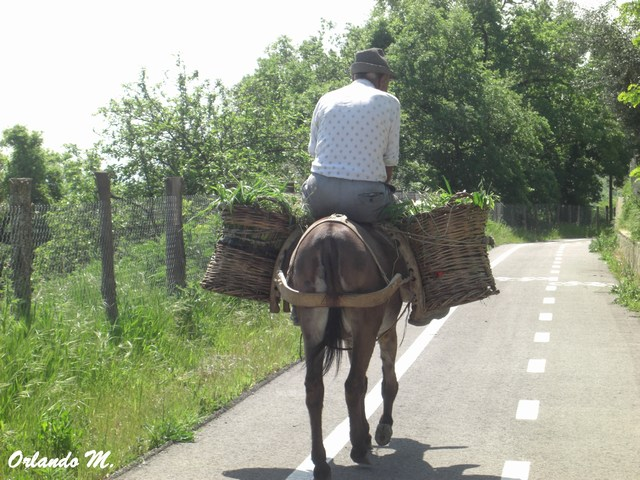
Un des derniers « ciuccio » (mulets) de Teana.
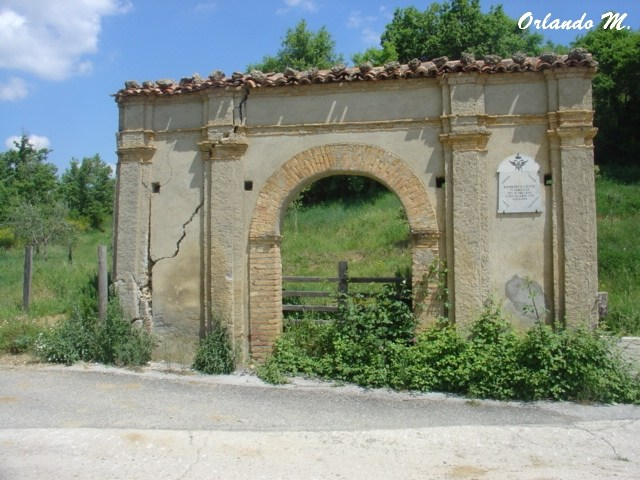
La porte d'entrée d'un ancien château de Teana.